# Diclorură de sulf
Diclorura de sulf este un compus anorganic cu formula chimică SCl2. Este un compus lichid, de culoare roșu-cireașă, fiind un precursor pentru compuși organosulfurici.

## Obținere
SCl2 este obținută în urma reacției de clorurare a sulfului sau a diclorurii disulfurice. Procesul are loc în mai multe etape, două dintre acestea fiind:
S8  +  4 Cl2  →  4 S2Cl2; ΔH = −58,2 kJ/mol
S2Cl2  + Cl2  ↔   2 SCl2; ΔH = −40,6 kJ/mol